# タイ南部

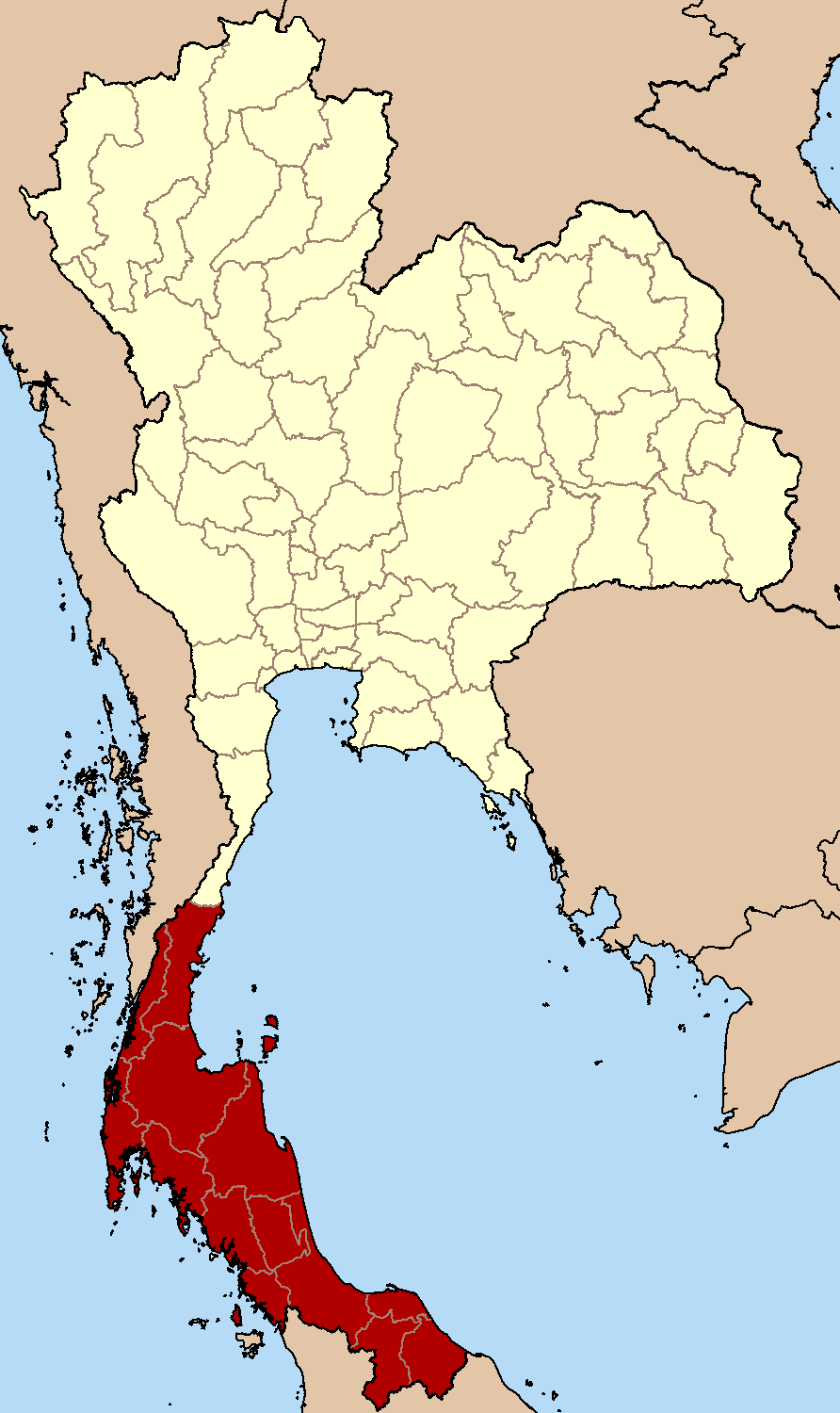
タイ南部

タイ南部 (ภาคใต้) はタイ王国の地方の一つ。アンダマン海とタイランド湾に囲まれ、タイのマレー半島部の大部分を保有する。
文化的にはマレー文化の影響を受けたタイ文化が発達し、もともと中国人やマレー人が多かったために両方の文化が独立しつつも、タイ人の文化を通して混ざり合っている。この地方の言葉は南タイ語とよばれ、マレー語と中国語の語彙が、他のタイ語の方言よりも多く混ざっているのが特徴である。人種的には南タイ人はマレー人との混血が多いと考えられる。宗教的には、おおむね上座部仏教が主流であるが、イスラームが他の地区よりも多く特に深南部では住民のほとんどがムスリムとなる。

## 深南部
最南部の五県に関しては、ムスリム人口が過半数から80%を越え、深南部と呼ばれる。特に、ヤラー県、ナラーティワート県、パッターニー県は15世紀以来のパタニ王国の領土であったため、隣接するマレーシアのクランタン州と共通する風俗や マレー語のパタニ・クランタン方言が使われる。仏教色の強いタイ政府に対し、自治や独立を求めるイスラーム系独立運動の中心地であるため、深南部三県問題（タイ南部紛争）と呼ばれる。

## 南部の県

### 南部
- チュムポーン県
- クラビー県
- ナコーンシータンマラート県
- パンガー県
- プーケット県
- ラノーン県
- スラートターニー県

#### 深南部
- パッタルン県
- トラン県
- サトゥーン県
- ソンクラー県
- ヤラー県
- ナラーティワート県
- パッターニー県